# Липотейхоевые кислоты

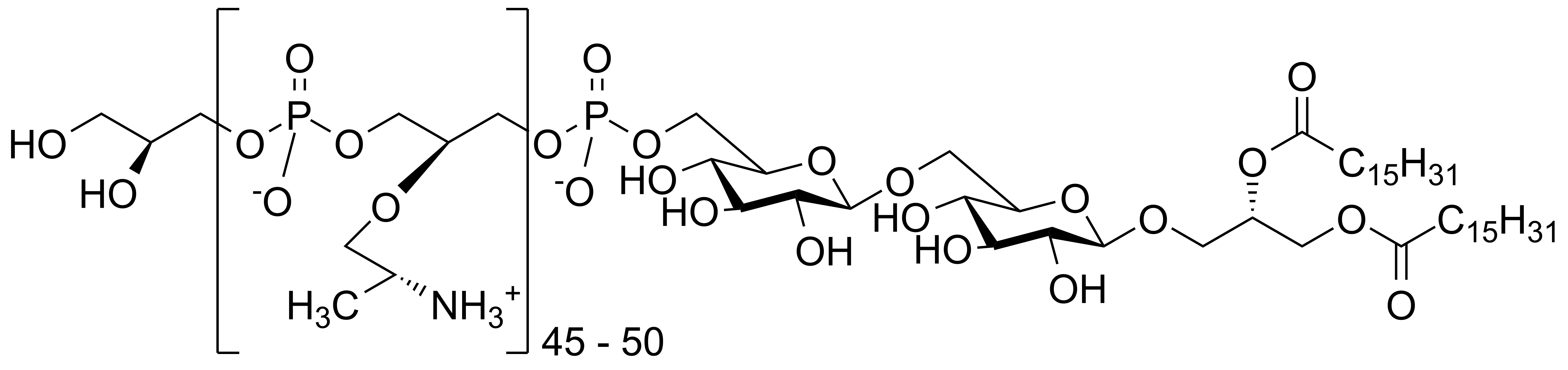
Структура липотейхоевой кислоты.

Липотейхоевые кислоты — компоненты клеточной стенки грамположительных бактерий. Молекула липотейхоевой кислоты состоит из тейхоевой кислоты, ковалентно связанной с липидом, который в бактериальной клетке встроен в клеточную мембрану. Действует как регулятор мурамидазы. Является лигандом для рецептора иммунных клеток TLR2, активируя, таким образом, систему врождённого иммунитета. 